# Panzergranate 39/43
Panzergranate 39/43 (prescurtat Pzgr. 39/43) este un proiectil perforant cu calotă balistică și umplutură explozivă, utilizat de armata germană în timpul celui de-Al Doilea Război Mondial. Acest tip de muniție a fost dezvoltat special pentru tunurile antitanc de mare calibru, în special pentru tunul 8.8 cm KwK 43, montat pe tancurile Tiger II (Königstiger) și pe tunurile de asalt Jagdpanther și Nashorn.

## Caracteristici tehnice
- Calibru: 88 mm
- Lungimea proiectilului: aproximativ 390 mm
- Masa proiectilului: ~10,4 kg
- Tip: APCBC-HE (Armor-Piercing Capped Ballistic Cap - High Explosive)
- Viteza la gura țevii: 1.000 m/s
- Penetrare blindaj:
  - 203 mm la 100 m (unghi 30°)
  - 153 mm la 2.000 m (unghi 30°)

## Componente
Proiectilul Pzgr. 39/43 era alcătuit din următoarele elemente:
- Corp perforant: realizat din oțel de înaltă calitate, proiectat să penetreze blindajul inamic.
- Calotă moale (capped): reducea ricoseul și creștea eficiența la impacturi oblice.
- Calotă balistică: îmbunătățea aerodinamica, crescând precizia și distanța eficientă.
- Umplutură explozivă: TNT (~59 g), care detona după penetrare, provocând distrugeri interne.
- Fuză de întârziere (Bd.Z. 5103): declanșa explozia la un scurt timp după impact, pentru a maximiza daunele în interiorul vehiculului inamic.

## Utilizare
Pzgr. 39/43 a fost utilizată în principal împotriva tancurilor aliate puternic blindate, precum IS-2 sovietic și M4 Sherman. Datorită vitezei mari și masei semnificative, proiectilul putea străpunge aproape orice vehicul blindat de pe câmpul de luptă, până la distanțe mari.
Era încărcătura standard pentru:
- 8.8 cm KwK 43 L/71 (Tiger II)
- 8.8 cm PaK 43 (tun antitanc tractat)
- 8.8 cm StuK 43 (autotunuri)

## Performanță în luptă
Panzergranate 39/43 s-a remarcat prin:
- Precizie mare la distanțe lungi
- Putere de penetrare superioară față de versiunile anterioare (Pzgr. 39/1)
- Fiabilitate sporită datorită fuzelor îmbunătățite și construcției solide

## Moștenire
Pzgr. 39/43 este considerată una dintre cele mai eficiente muniții antitanc ale Wehrmachtului. Performanța sa a reflectat filosofia germană de superioritate tehnologică în domeniul artileriei antitanc, influențând dezvoltările postbelice în domeniul proiectilelor perforante.